# Instructions
Instructions es el segundo álbum de estudio del rapero y productor Jermaine Dupri, el cual salió a la ven el 30 de octubre del 2001, alcanzó la posición 15 en la lista de las Estados Unidos. Los principales singles fueron "Ballin' Out Of Control", en colaboración de Nate Dogg y "Welcome To Atlanta", en colaboración con Ludacris. El álbum recibió críticas mixtas y vendió casi medio millón de copias solo en los Estados Unidos.

## Lista de canciones
| #  | Título                          | Productor      | Colaborador                                         | Duración |
| -- | ------------------------------- | -------------- | --------------------------------------------------- | -------- |
| 1  | "LP Intro (Interlude)"          | Jermaine Dupri | —                                                   | 0:24     |
| 2  | "Welcome To Atlanta"            | Jermaine Dupri | Ludacris                                            | 3:20     |
| 3  | "Money, Bones & Power"          | Jermaine Dupri | UGK, Pimpin' Ken & Manuel Seal                      | 3:50     |
| 4  | "The Dream (Interlude)"         | Jermaine Dupri | Wanda Sykes                                         | 0:49     |
| 5  | "Get Some"                      | Jermaine Dupri | Usher & R.O.C                                       | 2:28     |
| 6  | "Hate (Interlude)"              | Jermaine Dupri | —                                                   | 1:06     |
| 7  | "Hate Blood"                    | Jermaine Dupri | Jadakiss & Freeway                                  | 3:55     |
| 8  | "Ballin' Out Of Control"        | Jermaine Dupri | Nate Dogg                                           | 3:08     |
| 9  | "Superfly"                      | Jermaine Dupri | Bilal                                               | 3:11     |
| 10 | "Instructions Interlude"        | Jermaine Dupri | —                                                   | 0:38     |
| 11 | "Rules Of The Game"             | Jermaine Dupri | Manish Man                                          | 3:36     |
| 12 | "Prada Bag (Interlude)"         | Jermaine Dupri | —                                                   | 0:15     |
| 13 | "Whatever"                      | Jermaine Dupri | Tigah, R.O.C. & Nate Dogg                           | 4:18     |
| 14 | "Let's Talk About It"           | Jermaine Dupri | Clipse & Pharrell Williams                          | 5:22     |
| 15 | "Yours & Mine"                  | Jermaine Dupri | Jagged Edge                                         | 3:25     |
| 16 | "Jazzy Bones Part 2"            | Jermaine Dupri | Kurupt, Too Short, Field Mob, Backbone & Eddie Cain | 4:47     |
| 17 | "Hot Mama (Interlude)"          | Jermaine Dupri | —                                                   | 0:14     |
| 18 | "You Bring The Freak Out Of Me" | Jermaine Dupri | Da Brat                                             | 3:04     |
| 19 | "The Morning After (Interlude)" | Jermaine Dupri | —                                                   | 0:24     |
| 20 | "Rock With Me"                  | Jermaine Dupri | Xscape                                              | 4:30     |

## En las listas
| Nombre                 | Posición |
| ---------------------- | -------- |
| Billboard 200          | # 15     |
| Top R&B/Hip-Hop Albums | # 3      |

## Sencillos

### "Ballin' Out of Control"
| Lista                            | Posición |
| -------------------------------- | -------- |
| Hot R&B/Hip-hop Singles & Tracks | # 42     |
| Hot Rap Tracks                   | # 14     |
| Rhythmic Top 40                  | # —      |
| Billboard Hot 100                | # 95     |

### "Welcome to Atlanta"
| Lista                            | Posición |
| -------------------------------- | -------- |
| Hot R&B/Hip-hop Singles & Tracks | # 15     |
| Hot Rap Tracks                   | # 3      |
| Rhythmic Top 40                  | # —      |
| Billboard Hot 100                | # 35     |